# Wikariat apostolski Guapi

Mapa wikariatu

Wikariat apostolski Guapi (łac. Apostolicus Vicariatus Guapiensis) – wikariat apostolski Kościoła rzymskokatolickiego w Kolumbii, podległy bezpośrednio Stolicy Apostolskiej. 

## Historia
5 kwietnia 1954 roku decyzją papieża Piusa XII bullą Quemadmodum providus erygowana została prefektura apostolska Guapi. Teren nowej prefektury wydzielony został z istniejącej od 1927 roku prefektury apostolskiej Tumaco.
Prefektura została podniesiona do rangi wikariatu apostolskiego 13 lutego 2001 roku przez papieża Jana Pawła II mocą konstytucji apostolskiej Cum Praefectura Apostolica Guapiensis.

## Ordynariusze

### Prefekci apostolscy Guapi
- José de Jesús Arango OFM (1954 – 1969)
- José Miguel López Hurtado OFM (1969 – 1982)
- Alberto Lee López OFM (1985 – 1992)
- Rafael Morales Duque OFM (1994 – 2001)

### Wikariusze apostolscy Guapi
- Hernán Alvarado Solano (2001 – 2011)
- Carlos Alberto Correa Martínez (2013 – 2024)
- Alfonso García López (od 2025)